# Кашубение

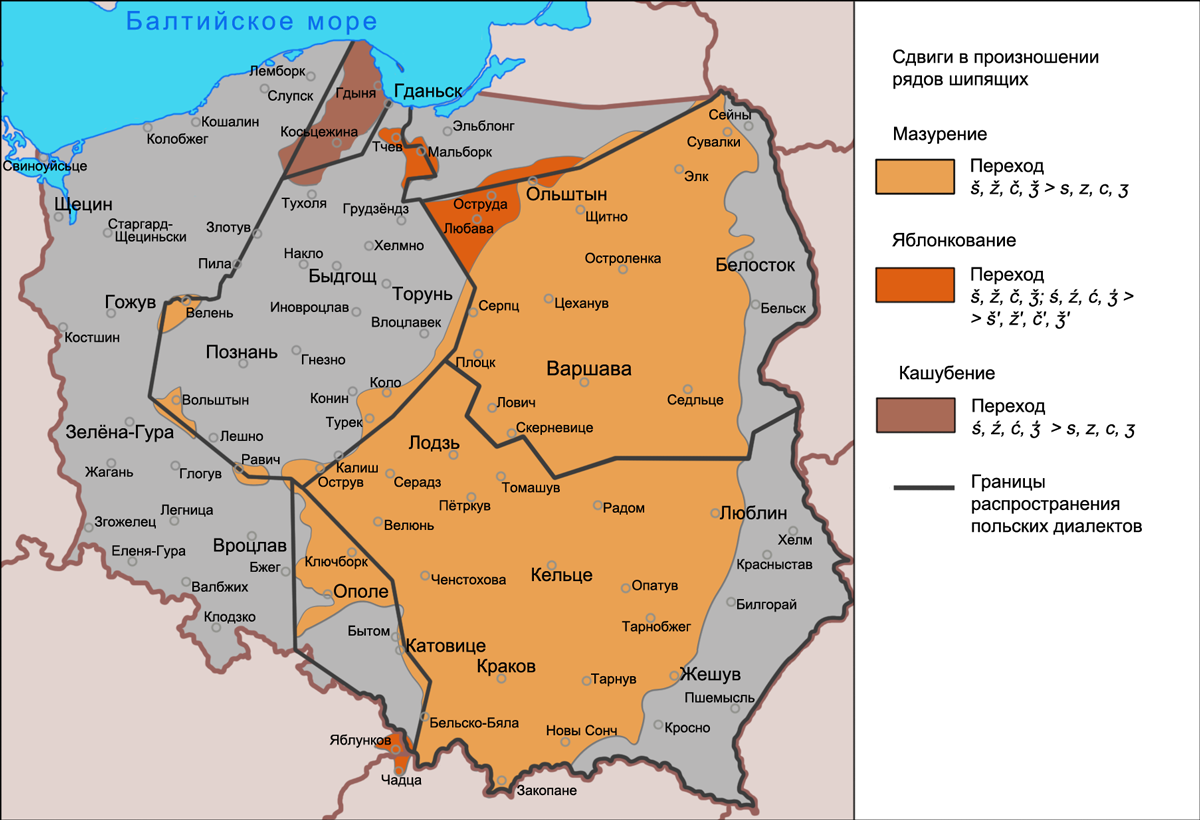
Ареал кашубения на территории распространения кашубских диалектов

Кашубе́ние (пол. kaszubienie, кашуб. kaszëbienié) — фонетическое явление в кашубском языке, связанное со сдвигом в произношении шипящих согласных, рассматриваемое в одном ряду с мазурением и яблонкованием в польских диалектах. Кашубение представляет собой отвердение этимологически мягких ś, ź, ć, ʒ́, приведшее к совпадению рядов ś, ź, ć, ʒ́ и s, z, c, ʒ в ряде твёрдых согласных s, z, c, ʒ: кашуб. swiat, zëma, zemia, rodzëc при пол. świat, zima, ziemia, rodzić (рус. свет, зима, земля, родить). Кашубение относится к изофонам, различающим диалекты польского языка.
Возможное время появления кашубения — период между XIII и XVII веками.